# Acritus pascuarum
Acritus pascuarum är en skalbaggsart som beskrevs av Cooman 1947. Acritus pascuarum ingår i släktet Acritus och familjen stumpbaggar. Inga underarter finns listade i Catalogue of Life.